# 伊藤伝兵衛

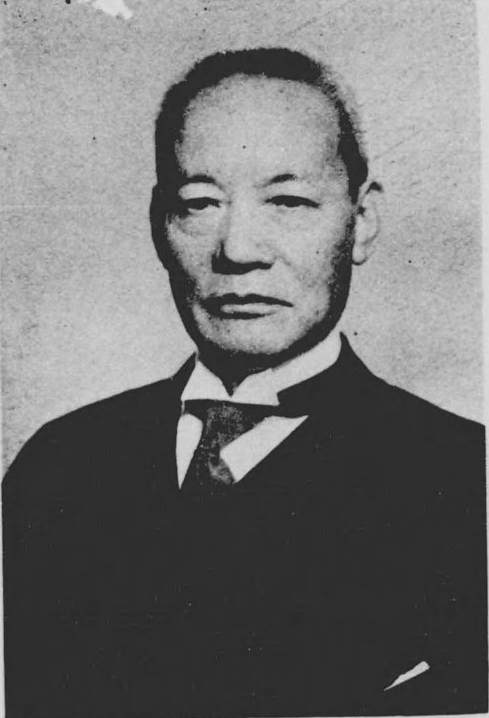
伊藤 伝兵衛

伊藤 伝兵衛（旧字体：伊藤󠄁 傳兵衞、いとう でんべえ、明治元年1月20日（1868年2月13日） - 1944年（昭和19年））は、明治時代後期から昭和時代前期の政治家、実業家。長野県上田市長。前名は啓次郎。

## 経歴・人物
先代・伝兵衛の長男として信濃国上田城下に生まれ、前名を改め襲名する。
1900年（明治33年）5月に上田商業会議所議員に当選。ついで、同常議員、伊藤商店取締役社長、上田銀行監査役を経て、1919年（大正8年）7月に上田市会議員に当選する。さらに翌月、上田瓦斯取締役社長に就任し、所得税調査委員などを経て、1921年（大正10年）上田商業会議所副会頭に選任される。
その後、1927年（昭和2年）7月17日に上田市会議員に再選され、1929年（昭和4年）4月、上田商業会議所会頭となり、1930年（昭和5年）5月8日に上田市会議員に3度目の当選。翌年の1931年（昭和6年）9月28日に長野県会議員となり、1938年（昭和13年）6月24日、推挙され上田市長に就任した。